# Кук, Энтони, 6-й граф Лестер
Энтони Луис Ловел Кук, 6-й граф Лестер (англ. Anthony Louis Lovel Coke, 6th Earl of Leicester; 11 сентября 1909 — 19 июня 1994) — британский пэр.

## Предыстория
Родился 11 сентября 1909 года. Старший сын Достопочтенного Артура Джорджа Кука (1882—1915) и Филлис Гермионы Друри (? — 1976), дочери Фрэнсиса Саксема Элвиса Друри (сына преподобного Генри Друри, архидьякона Уилтса и правнука преподобного Джозефа Друри, директора школы Харроу и учителя лорда Байрона). Артур Кук был вторым сыном Томаса Кука, 3-го графа Лестера (1848—1941), и погиб в бою в 1915 году во время Первой мировой войны. Энтони Кук получил образование в школе Грешема в Холте.

## Карьера
Во время Второй мировой войны Энтони Кук служил в Королевских ВВС. В конце 1950-х годов он стал офицером по землеустройству (LDO) в Родезии, прикрепленным к тому, что тогда называлось Департаментом по делам коренных народов (позже переименованным в Департамент внутренних дел). Он и его жена Вера жили в заповеднике Мондоро недалеко от Хартли, где он отвечал за обучение и помощь африканским фермерам.
В 1976 году он сменил своего двоюродного брата Томаса Кука на посту 6-го графа Лестера, унаследовав значительное поместье на базе Холкем-холла в Норфолке, но остался жить в Южной Африке, поскольку его старший сын уже взял на себя управление поместьем.

## Браки и дети
Лестер впервые женился 11 сентября 1934 года на Мойре Джоан Кроссли (? — 1987), дочери Дугласа Кроссли. У них было два сына и одна дочь:
- Эдвард Дуглас Кук, 7-й граф Лестер (6 мая 1936 — 25 апреля 2015), старший сын и преемник отца.
- Леди Олмари Бриджит Кук (род. 18 июня 1939)
- Достопочтенный Венман Джон Кук (род. 24 мая 1940).

Они развелись в 1947 году, когда Лестер женился на Вере Хей (? — 1984) в Южной Родезии. В 1985 году лорд Лестер женился в третий раз на Элизабет Хоуп Джонстон, дочери Клиффорда Артура Джонстона из Аддо, Восточная провинция, Южная Африка.
Лорд Лестер умер 12 августа 1994 года в возрасте 84 лет в Южной Африке. Ему наследовал графство и другие титулы его сын Эдвард Кук, 7-й граф Лестер.